# Subjekt (Grammatik)
Subjekt bezeichnet in der Sprachwissenschaft eine grammatische Funktion eines Satzteils für den Gesamtsatz. Als typische Eigenschaften eines Subjekts werden für Sprachen wie das Deutsche angegeben:
- Es trägt einen speziellen Kasus, den Nominativ,
- das finite Verb im Satz muss mit den Merkmalen des Subjekts übereinstimmen (Kongruenz in Person und Numerus)
- und es ist die hierarchisch höchste Ergänzung des Verbs im Satz (woraus eine Reihe weiterer Eigenschaften folgen).

In der Schulgrammatik wird der Begriff Subjekt in der Regel mit dem Begriff Satzgegenstand gleichgesetzt. Es existiert jedoch auch eine andere, engere Bedeutung der Bezeichnung „Satzgegenstand“, die sich auf die Informationsgliederung des Satzes bezieht, und in dieser Bedeutung ist der Begriff nicht deckungsgleich, sondern weist dann lediglich eine mehr oder weniger deutliche Korrelation mit dem Subjekt als grammatischer Funktion auf. – Ebenso sind mit einem Subjekt als solchem nicht direkt bestimmte Bedeutungseigenschaften verbunden, auch wenn in nichtwissenschaftlicher Redeweise der Subjektbegriff  häufig so erläutert wird, dass es „den Handelnden einer Situation“ bezeichne. Bedeutungsfaktoren solcher Art (nämlich semantische Rollen wie „Agens“) sind zwar bei der Festlegung, was Subjekt eines Verbes wird, beteiligt, jedoch sind die möglichen semantischen Rollen eines Subjekts so vielfältig, dass sich auch hier nur eine lockere Korrelation ergibt. – Insgesamt kann daher weder die Eigenschaft „Satzgegenstand“ noch die, ein „Agens“ zu sein, als Definition des Subjekts dienen.
Der Begriff Subjekt bezeichnet letztlich die Vorstellung, dass die genannten Eigenschaften (wie Nominativkasus, Kongruenzauslösung, hierarchisch höchste Position und weitere) regelmäßig in ein und demselben Satzglied zusammentreffen. Bei näherer Betrachtung und insbesondere im Sprachvergleich stellt sich dieser Zusammenhang jedoch nur als grobe Tendenz mit vielen Ausnahmen dar. Somit erhält der Begriff „Subjekt“ unscharfe Grenzen und lässt sich insbesondere auf verschiedene grammatische Typen von Sprachen nicht in genau gleicher Weise anwenden. Für das Deutsche gilt es als Konsens, dass sich die Subjekteigenschaft hauptsächlich an der Vergabe des Nominativkasus festmachen lässt, allerdings sind nicht alle Nominative im Satz automatisch Subjekte (sondern können auch Anrede oder Prädikativum sein).

## Ansätze zur Bestimmung von Subjekten

### Schulgrammatik
In der Tradition des schulischen Grammatikunterrichts steht die Aufgabe im Vordergrund, Sätze in Satzglieder zerlegen zu können, und häufig wird das Ziel verfolgt, Grammatik in einen Zusammenhang mit anschaulichen, kommunikationsbezogenen Fragen zu rücken. Dem entspricht das gängige Vorgehen, die Bestimmung von Kasus und grammatischen Funktionen an einen Fragetest zu knüpfen. So wird der Nominativ-Kasus auch als „Wer-Fall“ bezeichnet und der Begriff Subjekt so erklärt, dass das Subjekt des Satzes sei, was mit einer „Wer (oder was)“-Frage erfragt werden kann. Das Subjekt eines Satzes ist also diejenige Ergänzung, die durch das Fragewort „Wer“ ersetzt werden kann (falls eine Person bezeichnet wird), ebenso wie sie durch ein Personalpronomen „er“ oder „sie“ ersetzt werden könnte.
Für die allgemeine Bestimmung des Begriffs „Subjekt“ ist dieser Test gleichbedeutend mit der Aussage, dass ein Subjekt ist, was im Nominativ steht (da es durch ein Fragewort ersetzt werden kann, und das Fragewort seinerseits nun eine eindeutige Nominativform aufweist; die Ersetzung durch ein Fragewort kombiniert hierbei den Nachweis des Nominativkasus mit einem Konstituententest). Bei unbelebten Subjekten, die nur mit „Was“ erfragt werden könnten, kann mit dem Fragetest nicht mehr so einfach zwischen Subjekt und Objekt unterschieden werden, was im Grammatikunterricht eine mögliche Fehlerquelle bedeutet. Darüber hinaus kann der Ersetzungstest mit „Wer“ in vielen Satztypen, die ein Subjekt haben, nicht angewandt werden, etwa wenn bereits ein Frage- oder Ausrufesatz vorliegt (z. B. in „Ach würde mich doch die Muse heftiger küssen“). Ferner gibt es bedeutungsleere (expletive) Subjekte, die nicht erfragt werden können, etwa im Deutschen manche Verwendungen des Pronomens es.

### Grammatikschreibung in der germanistischen Tradition
Die Duden-Grammatik (S. 613f.) listet folgende Erkennungszeichen des Subjekts auf. Subjekt ist eine Ergänzung des Verbs, die
1. … im Nominativ steht.
2. … eine passende Personalform des finiten Verbs erzwingt,
3. … bei finiten Verbformen steht, bei der Infinitiv-Form des Verbs jedoch wegfällt,
4. … im Aktivsatz eine der Verbergänzungen darstellt, aber bei der Bildung des entsprechenden Passivsatzes ausgewechselt wird.

Beispiele: „Der Hund biss die Briefträger“
1. … (und nicht „Den Hund biss die Briefträger“)
2. … (und nicht „Der Hund bissen die Briefträger“.)
3. … (vgl. „…[--] die Briefträger zu beißen“; nicht: „Der Hund die Briefträger zu beißen“)
4. … (vgl. „Die Briefträger wurden gebissen“; hingegen wäre „Der Hund wurde gebissen“ Passiv zu einem anderen Satz)

Die Duden-Grammatik versucht darüber hinaus keine inhaltliche Definition, sondern bietet nur (S. 632f.) Beispiele für mögliche inhaltliche Funktionen des Subjekts wie etwa Agens („jemanden, der eine Tätigkeit oder Handlung vollzieht“), oder der „Träger eines Vorgangs oder Zustands“ („das Laub fällt“, „das Kind schläft ruhig“). Vor allem im Zusammenhang mit bedeutungsschwachen Verben wie der Kopula, Funktionsverben oder Passiv-Hilfsverben entstehen überdies zahlreiche Sonderfälle.

### Linguistische Theorien
In Theorien der formalen Linguistik wird „Subjekt“ vereinzelt als ein elementarer Begriff der Grammatik eingeführt, so in der Lexikalisch-funktionalen Grammatik. In der generativen Grammatik im Gefolge Noam Chomskys versucht man hingegen, den Begriff „Subjekt“ auf einer rein strukturellen Grundlage zu bestimmen. Hiernach sei der wesentliche Aspekt an einem Subjekt, dass es als sogenannter Spezifikator des Satzes gemäß der X-Bar-Theorie erscheint, also als die erste Phrase, die bei der Aufteilung des Satzes von dem Rest, der das Prädikat enthält, abgeteilt wird. Das Erscheinen von Nominativkasus und Kongruenz wird dieser strukturellen Eigenschaft untergeordnet, indem es sich um Erscheinungen handle, die an diese syntaktische Konfiguration gebunden seien. Sowohl innerhalb der generativen Schule (z. B. Haider 2006) wie außerhalb (z. B. in der Role and Reference Grammar) sind jedoch Zweifel geäußert worden, ob eine solche rein strukturelle Definition von Subjekten auch für Sprachen mit freier Wortstellung aufrechterhalten werden kann. (Die Frage entscheidet sich daran, ob sich Variation in der Wortstellung durch Transformationen aus einer festen Grundstruktur ableiten lässt, und stellt sich in verschiedenen Sprachen unterschiedlich dar).
In der Sprachtypologie ist die Frage, ob eine Kategorie „Subjekt“ sprachübergreifend festgestellt werden kann, ein seit langem strittiges Thema. In einer klassischen Arbeit schlug Edward Keenan (1976) vor, dass ein Begriff „Subjekt“, der über beliebige Sprachen hinweg Gültigkeit beansprucht, als eine prototypisch organisierte Kategorie zu sehen sei, also eine Kategorie, die nicht aus dem Vorliegen festgelegter Merkmale definiert werden kann, sondern die vorliege, sobald aus einer Schar von möglichen Merkmalen im Einzelfall genügend Merkmale gegeben sind, um eine globale Ähnlichkeit mit anderen Vertretern der Kategorie zu ergeben (ohne dass irgendein einzelnes Merkmal für sich genommen notwendig ist). Keenan listet gut 30 verschiedene Eigenschaften auf, die so in wechselnder Weise zur Bestimmung von Subjekten beitragen könnten.

## Abgrenzung von anderen Begriffen

### Subjekt und Agens
„Subjekt“ als grammatische Funktion ist zu unterscheiden von Begriffen wie Agens, Patiens usw., bei denen es sich um semantische Rollen handelt, also Eigenschaften, die Teilnehmer in der vom Verb bezeichneten Situation aufweisen. Diese werden allerdings durchaus benutzt, um die Wahl des Subjekts für ein bestimmtes Verb vorauszusagen. Klassischerweise wird hier versucht, eine Hierarchie von möglichen Teilnehmerrollen aufzustellen, die nach „Subjektwürdigkeit“ geordnet ist und alle Arten von Verbbedeutungen erfasst. Aus dieser Hierarchie von semantischen Rollen ergeben sich dann Regeln für die Abbildung auf die Subjektposition, etwa: dass jeweils die höchste Rolle, die von einem bestimmten Verb vergeben wird, die Subjektposition besetzt. Da an der Spitze der Subjektwürdigkeit die Rolle „Agens“ steht (ein bewusst handelnder Verursacher einer Situation), ergibt sich, dass ein Agens, falls vorhanden, in jedem Fall Subjekt werden muss – und insofern ein „typisches“ Subjekt darstellt. Der Begriff „Subjekt“ wird jedoch unabhängig benötigt, gerade weil auch verschiedenste andere Teilnehmerrollen auf die Subjektposition abgebildet werden können, wenn sie die jeweils höchste (oder einzige) Teilnehmerrolle darstellen, die bei einem bestimmten Verb verfügbar ist. Aufgrund der großen Vielfalt von Verbbedeutungen und Teilnehmerrollen, entstehen also viele Fälle von Verben, deren Subjekt auch im Aktiv nicht den „Handelnden einer Situation“ bezeichnet:
- Die Heckklappe blieb versehentlich offen.
- Die Gitarre fiel heraus.
- Die Gitarre bekam Kratzer.
- Die Gitarre ist seither verschwunden.

(Man beachte auch, dass im ersten Satz die Handlungsweise des „Versehens“ gerade nicht dem Subjekt zugeschrieben wird, sondern einem Verantwortlichen, der im Satz ungenannt bleibt, weil das Verb „offenbleiben“ die entsprechende Teilnehmerrolle nicht vergibt).
Während Subjekte im Aktiv von sich aus bereits vielfältige Rollen haben, entsteht durch das Passiv zusätzliche Variation, indem hier in der Regel das Argument Subjekt ist, das im Aktiv auf die Position des direkten Objekts abgebildet würde. Dies wird ermöglicht, da das von der Verbbedeutung vorgesehene höherrangige Argument durch die Passivform unterdrückt wird (oft, aber nicht immer ein Agens). Das unterdrückte Argument eines Passivsatzes wird dann gelegentlich als „logisches Subjekt“ bezeichnet, weil das Passiv die Verbbedeutung nicht verändert und das unterdrückte Argument vom Verb immer noch implizit mitbezeichnet wird. (Es handelt sich aber gerade nicht um ein Subjekt des Passivsatzes, und auch nicht um eine logische Eigenschaft, sondern eine semantische).

### Subjekt und Satzgegenstand
Eine weitere Kategorie, die vom eigentlichen Subjektbegriff zu trennen ist, ist das, was in der neueren linguistischen Literatur Topik genannt wird, Satzgegenstand im engeren Sinne oder auch „psychologisches Subjekt“. Es „vertritt die Vorstellung (…) die zuerst in der Seele des Sprechenden vorhanden ist“, wie in einer klassischen Formulierung von Hermann Paul (1919) gesagt wird. Der nachfolgende Rest des Satzes ist dann Satzaussage, die einen „Kommentar“ über diese als Ausgangspunkt dienende Einheit macht und in der Regel dabei neue Information liefert. Die Unterteilung, um die es hier geht, ist also im Wesentlichen die zwischen bekannter Information, an die mit einer Aussage angeschlossen wird, und neuer Information. Bekannte Information in dieser Funktion als Anschlussstelle (also ein Topik) steht dabei typischerweise am Satzanfang. Da in vielen Sprachen das Subjekt aus grammatischen Gründen am Satzanfang steht, ergibt sich eine Korrelation zwischen Subjektstatus und der Funktion als Topik. Gerade im Deutschen ist dieser Zusammenhang jedoch schwach ausgeprägt, da das Deutsche so viel Wortstellungsfreiheit besitzt, dass jedes Satzglied an den Satzanfang geholt werden kann. Zum Beispiel hat im folgenden Satz das Objekt diese Funktion:
- „Diesen Text kann man ohne Brille überhaupt nicht lesen.“

In Sprachen mit starrerer Wortstellung wie dem Englischen kann der Zusammenhang dagegen enger sein: Im Englischen wird oft eine Passivkonstruktion gewählt, um ein zugrundeliegendes Objekt an den Satzanfang stellen zu können, wo es leichter als Topik dienen kann.
- This text can't be read without glasses.

Die Funktion des Satzgegenstandes (in diesem engeren Sinn) korreliert also mehr oder weniger mit dem Status als Subjekt, kann aber nicht als Definition für die Kategorie Subjekt dienen.

## Das Subjekt in der Struktur des Satzes

### Besondere Typen von Subjekten
Die einfachsten Fälle von Subjekten sind selbständig auftretende Nomina (z. B. Eigennamen), Pronomina oder Nominalgruppen (d. h. Nomina mit von ihnen abhängenden Attributen):
- „Otto horcht.“
- „Ottos Mops hopst fort.“

Neben nominalen Einheiten können auch ganze Sätze in der Funktion eines Subjekts auftreten (ebenso wie sie auch Objekte eines Verbs sein können), z. B. Nebensätze, die mit den Konjunktionen „dass“ oder „ob“ eingeleitet werden, mit Frage- oder Relativpronomen („wer, was…“) eingeleitete Nebensätze, Infinitivkonstruktionen, u. a.:
- „Ob Ottos Mops zurückkehren wird, ist ungewiss.“
- „Wer raucht, stirbt früher.“
- „Wörter mit dem Laut „o“ aneinanderzureihen, bereitet mir Vergnügen.“

Diese können ebenso wie Nominalgruppen durch ein Pronomen oder ein Fragewort ersetzt werden. Im Unterschied zu letzteren tragen Sätze aber keine Merkmale für Person und Numerus, was sich auf die Kongruenzregeln auswirkt (siehe unten).
Manche Verben verlangen als Subjekt ein bedeutungsleeres Pronomen „es“, das keine genau feststellbare semantische Rolle zu tragen scheint und nicht durch ein Fragewort ersetzt werden kann:
- „Mal regnet es, dann schneit es wieder.“

Diese Verwendung von „es“ wird oft als „Expletivpronomen“ (Füllpronomen) bezeichnet, insofern als es inhaltsleer zu sein scheint. Es handelt sich aber um ein Subjekt, das vom jeweiligen Verb so verlangt wird, und in allen Konstruktionen mit diesem Verb auftritt. Dieser Typ ist daher zu unterscheiden von solchen Expletivpronomen, die verbunabhängig sind und die Subjektposition oder eine andere Position des Satzes besetzen, wenn diese sonst durch eine bestimmte syntaktische Konstruktion leer gelassen würde. (Siehe unten im Abschnitt „Sätze ohne Subjekt“)

### Das Subjekt als höchste Position in der Hierarchie der Verbergänzungen
Subjekt und Objekt stehen als Ergänzungen des Verbs nicht auf gleicher Stufe. Dies zeigt sich an sogenannten Konstituententests, wie etwa der Verschiebeprobe. Was als ganzes im Satz umgestellt werden kann, bildet eine zusammenhängende Einheit (Konstituente), also können (infinites) Verb und Objekt eine solche Einheit bilden, jedoch nicht Subjekt und Verb unter Ausschluss des Objekts:
- „Den Artikel gelesen habe ich auch noch nicht.“
- NICHT: *„Ich gelesen habe den Artikel auch noch nicht.“

Eine weitere Eigenschaft, die auf einen höheren Platz in einer Hierarchie verweist, ist der Umstand, dass Reflexivpronomina wie „sich“ in Objektposition vom Subjekt abhängen können, jedoch nie ein Reflexiv als Subjekt an ein Objekt gebunden sein kann:
- „Der Affe erkannte sich im Spiegel.“
- NICHT: *„Sich erkannte den Affen im Spiegel.“

Dieser Effekt kann nicht allein an der Reihenfolge der Wörter liegen (etwa dass das Reflexiv immer dem Bezugswort nachfolgen müsste), da er sich durch einfache Umstellung der Satzteile nicht beseitigen lässt. Ebenso kann es nicht allein daran liegen, dass eine Nominativ-Form des Reflexivpronomens nicht existiert, denn es ist möglich, dass Reflexiva in anderen Kasus als Subjekt erscheinen können. Beispielsweise ist nach einer verbreiteten Analyse das Reflexiv „himself“ im folgenden englischen Beispiel Subjekt eines Infinitivsatzes:
- “John had never expected [himself to visit the pope].”

Doch weiterhin kann das Reflexivpronomen nicht an das Objekt desselben Satzes gebunden werden (denn der Satz kann nie bedeuten: „John hatte nie erwartet, dass der Papst sich selbst besuchen würde“); es kann nur von einem höheren Subjekt („John“) gebunden werden. Dieser Effekt zeigt also, dass Subjekte die höchste und prominenteste Ergänzung eines Verbs darstellen.

### Sätze ohne Subjekt

#### Subjektlose Verben im Deutschen
Vielfach wird das Subjekt als zentrales und wichtigstes Satzglied beschrieben, das immer zusammen mit dem Prädikat den Kern des Satzes ausmache, wogegen ein direktes Objekt weniger zentral sei, weil es nicht immer erscheinen müsse. Gerade die Grammatik des Deutschen erlaubt jedoch viele Ausnahmen hiervon. Das Deutsche besitzt etliche Verben bzw. Konstruktionen, die Sätze völlig ohne Subjekt ergeben.
- „Mich friert.“
- „Mir läge jetzt sehr an einem dicken Pullover.“
- „Vom Kuchen ist noch da.“

Verben vom Typ „mich friert“ stellen hierbei Ausnahmen von dem oben erwähnten Prinzip dar, dass bei einem einzigen Argument immer zuerst die Subjektstelle besetzt werden muss. Es handelt sich im Deutschen nicht um Subjekte im Akkusativ, obwohl es derlei in anderen Sprachen gibt (sog. quirky subjects, die weiter unten besprochen werden).

#### Das unpersönliche Passiv
Abgesehen von bestimmten einzelnen Verben, die subjektlos konstruiert werden (etwa „mich friert“), gibt es einen Mechanismus, der im Deutschen systematisch für subjektlose Sätze sorgt, nämlich das unpersönliche Passiv. Es entsteht daraus, dass im Deutschen auch intransitive Verben ins Passiv gesetzt werden können, was zur Folge hat, dass nach der Tilgung des zugrundeliegenden Agens kein anderes Satzglied als Subjekt nachrücken konnte. Entgegen weit verbreiteter Auffassung (die sich auch in manchen Fachbüchern zur deutschen Grammatik findet) steht im Deutschen an der Subjektstelle dann kein Expletivpronomen (Füllpronomen), d. h., das „es“ in dem folgenden Satz vertritt nicht die Stelle eines Subjekts:
- „Es wurde eifrig gearbeitet.“

Bei diesem „es“ handelt es sich vielmehr um ein Expletiv, das das Vorfeld in einem Verbzweitsatz besetzt; es dient dazu, die Wortstellung des deutschen Aussagesatzes aufrechtzuerhalten, auch wenn man keine Einheit dadurch hervorheben möchte, dass man sie voranstellt. Das Erkennungszeichen dieses Vorfeld-Expletivs ist, dass es verschwindet, sobald irgendein anderer Satzteil vorangestellt wird, und dass es in einem Nebensatz (der mit einer Konjunktion eingeleitet wird) gar nicht erscheinen kann:
- „Es wurde die ganze Zeit eifrig gearbeitet.“
- „Die ganze Zeit wurde eifrig gearbeitet.“ / „Da wurde die ganze Zeit eifrig gearbeitet, usw.“
- NICHT: * „Die ganze Zeit wurde es eifrig gearbeitet.“
- NICHT: * „… weil es eifrig gearbeitet wurde.“

Vergleiche hingegen das vom Verb verlangte echte Subjekt-„es“ z. B. bei Wetterverben, das auch im Satzinneren stehen kann:
- „Regnet es immer noch?“ / „… weil es immer noch regnet.“

Ebenso wie mit subjektlosen Sätzen kann das Vorfeld-„es“ mit subjekthaltigen Sätzen stehen, das Subjekt steht dann hinter dem Verb. Im folgenden Beispiel ist eindeutig „jeder“ bzw. „alle“ das Subjekt, weil es die Kongruenz mit der Verbform bestimmt:
- „Es hat jeder den gleichen Anteil bekommen.“
- „Es haben alle den gleichen Anteil bekommen.“

Ein minimaler Kontrast zum Deutschen findet sich im Niederländischen: Hier kann tatsächlich im unpersönlichen Passiv ein Expletivpronomen eintreten, das die Position des Subjekts besetzt. Dieses Pronomen, im Niederländischen „er,“ wird nicht vom Verb als solchem verlangt, sondern von der unpersönlichen Konstruktion, in die es gesetzt wurde:
```
 Elk  uur     dat er gewerkt    kon worden,    werd  er  ook  effectief   gewerkt.

„Jede Stunde, die -- gearbeitet werden konnte, wurde --  auch tatsächlich gearbeitet.“
```

Genau ein solches expletives Subjekt kann im Deutschen nicht gesetzt werden.

## Ausnahmefälle zu den klassischen Kriterien für Subjekte
Da für die Definition der Kategorie Subjekt mehrere Kriterien herangezogen wurden, ergeben sich Fälle, wo einzelne Kriterien nicht zutreffen, jedoch so viele andere Subjekteigenschaften gegeben sind, dass man insgesamt von Subjekten zu reden hat, die lediglich weniger typische Erscheinungsformen darstellen.

### Subjekte, die keine Kongruenz auslösen
Obwohl Sätze zweifelsfrei die Funktion eines Subjekts haben können, kongruiert das Verb mit ihnen nicht in derselben Weise wie mit Nomina als Subjekt; d. h., die Kongruenzform wird stets auf 3. Person Singular gesetzt, weil dies die unmarkierte Form darstellt, jedoch spielen Merkmale des Subjektsatzes keine Rolle. Man vergleiche die Beispiele:
- „Die Absage von Anna und die Entschuldigung von Fritz ärgern mich.“
- „Dass Anna nicht kommt und dass Fritz sich so entschuldigt, ärgert mich.“ (nicht: ärgern mich)

### Subjekte, die nicht im Nominativ stehen
Hier sind zwei Arten von Fällen möglich: Erstens kann ein Subjekt einer Kategorie angehören, die gar nicht mit einem Kasus markiert werden kann. Diesen Fall stellen die bereits erwähnten Nebensätze in Subjektposition dar. Zum zweiten kommen in bestimmten Konstruktionen Subjekte in anderen Kasus vor, wenngleich diese Möglichkeit vielleicht nicht im Deutschen vorliegt. Bekanntestes Beispiel dürfte der AcI (Accusativus cum infinitivo) sein. Die Beispiele des Deutschen von dieser Form sind jedoch nicht eindeutig:
- „Ich sah ihn das Haus verlassen.“

Der Bedeutung nach sollte das Pronomen „ihn“ eine Ergänzung des Verbs „verlassen“ sein, eine Paraphrase wäre: „Ich sah, [ wie er das Haus verließ ].“ Im Satzbau des Deutschen wird jedoch aus den Verben im obigen Beispiel ein zusammengesetztes Prädikat gebildet, daher ist syntaktisch gesehen „ihn“ als Objekt zum Prädikat „…verlassen sah“ aufzufassen (Einzelheiten siehe im Artikel Kohärente Konstruktion).
Im Lateinischen gibt es hingegen Fälle, die eindeutig ein Subjekt im Akkusativ zeigen:
```
Oportet      eum  venire

Gehört-sich  ihn  zu-kommen.   = „Es gehört sich, dass er kommt.“
```

Das Verb oportet (es gehört sich) ist kein transitives Verb und ein Akkusativ in diesem Satz kann deshalb kein Objekt sein. Vielmehr muss der Akkusativ eum (ihn) als das Subjekt des Infinitivs venire (kommen) aufgefasst werden. Damit handelt es sich um einen Fall, wo im Infinitiv das Subjekt nicht wegfällt (was für das Deutsche als Kriterium für Subjekthaftigkeit angegeben wurde), sondern wo nur der Nominativ nicht verfügbar ist.

#### Dativ/Akkusativ-Subjekte im Isländischen
Im Isländischen gibt es Konstruktionen, die oberflächlich ähnlich aussehen wie deutsche unpersönliche Verben vom Typ „mich friert“. Im Unterschied zum Deutschen haben solche Akkusativ- oder Dativ-Formen dort jedoch grammatische Eigenschaften von Subjekten (auch wenn sie nie die Kongruenzform des Verbs kontrollieren). So können sie etwa Reflexivpronomen binden:
```
Hana          vantar  peningana      sína
Sie(Akkusativ) fehlt Geld(Akkusativ) ihr(Reflexiv)
„Sie braucht Geld“ (Wörtlich etwa: „Ihr fehlt sich's Geld“)
```

Ferner können Dativ-Subjekte wie bei dem Verb „leiðast“ (sich langweilen) im Infinitiv wegfallen, was, wie bereits erläutert, im Deutschen nur Nominative können:
```
Stelpunum           leiddist  í skólanum
Den-Mädchen (Dativ) langweilte in der-Schule
„Die Mädchen langweilten sich in der Schule“
```

```
Stelpurnar              vonast til að 
[--]
 leiðast    ekki  í skólanum
Die-Mädchen(Nominativ)  hoffen für zu      langweilen nicht in der-Schule
„Die Mädchen hoffen, [--] sich in der Schule nicht zu langweilen“
```

Möglich sind ferner Satzanschlüsse, wo ein Satzglied, das im ersten Satzteil im Nominativ steht, im zweiten Satzteil ausgelassen wird, obwohl an dieser Stelle ein Dativ gebraucht wird (da dieser Nominativ und der zu erwartende Dativ als parallel behandelt werden, ist gezeigt, dass der Dativ wie der Nominativ als Subjekt verwendet wird):
```
Stelpurnar       fóru  í skólann   en   þeim        leiddist    þar.
Die-Mädchen(Nom) gingen zur Schule aber ihnen(Dativ) langweilte dort
oder:
Stelpurnar       fóru   í skólann   en  [--] leiddist  þar.
Die-Mädchen(Nom) gingen zur Schule aber      langweilte dort
„Die Mädchen gingen zur Schule aber [sie] langweilten sich dort.“
```

Solche Konstruktionen sind im Deutschen unmöglich, man vergleiche die folgenden Sätze, in denen versucht wird, die Form „ihm graute davor“ genauso zu verwenden:
- NICHT: * Er berührte den Leichnam ohne [--] davor zu grauen.
- NICHT: * Er berührte den Leichnam aber [--] graute nicht davor.

### Subjekte, die nicht hierarchisch höchste Ergänzung des Verbs sind
Die Wortstellungsfreiheit im Inneren des deutschen Satzes kann nach einer in der deutschen Linguistik gängigen Analyse als Kombination aus zwei Sachverhalten erklärt werden: Zum einen würden von verschiedenen Verben grundsätzlich verschiedene Abfolgen verlangt, in denen die Kasus bei ihren Ergänzungen auftauchen; zum anderen gebe es außerdem Umstellungsregeln (das sog. Scrambling), die auf den verschiedenen Grundabfolgen aufsetzen. Eine solche Umstellung erkenne man daran, dass in der Interpretation Kontrasteffekte auftauchen, „auch wenn sich die Intonation nicht verändert“. Die Betonung soll in allen folgenden Beispielen stets auf dem Wort direkt vor dem Verb liegen, was den normalen Satzakzent des Deutschen darstellt (hier durch Großschreibung markiert). Die Idee des folgenden Tests ist also, dass diese Akzentstelle vor dem Verb nicht mehr als die neutrale Satzbetonung gedeutet werden kann,  wenn nicht mehr die neutrale Wortfolge vorliegt:
```
… weil Kirchengemeinden FLÜCHTlingen halfen
(Nominativ < Dativ: neutral = Grundwortstellung)
… weil Flüchtlingen KIRCHENgemeinden halfen
(Dativ < Nominativ: nur kontrastiv möglich)
```

Im zweiten Satz muss „Kirchengemeinden“ kontrastiv gedeutet werden (Kirchengemeinden, im Gegensatz zu anderen Leuten), wogegen im ersten Satz kein solcher Effekt auftritt, hier handelt es sich um eine neutrale Aussage, die in jeden Kontext passt, und als Antwort auf die Frage „Was ist überhaupt los?“ dienen kann. Es wird gefolgert, dass die erste Variante die Grund-Wortstellung zeigt. Wie erwartet, ist der Nominativ hierarchisch höher als der Dativ.
Nach diesem Kriterium ergibt sich, dass die Nominativ-Ergänzung einiger Verben im Deutschen hierarchisch tiefer steht als der begleitende Dativ oder Akkusativ, weil dies die neutrale Abfolge ist, und die sonst normale Reihenfolge „Nominativ vor Dativ/Akkusativ“ bei diesen Verben zu Kontrasteffekten führt. Man vergleiche das Beispiel des Verbs „gefallen“, das ebenfalls Nominativ- und Dativ-Ergänzungen hat, mit dem Verb „helfen“:
```
… weil Formeln MatheMAtikern gefallen
(Nominativ < Dativ: kontrastiv, „Mathematikern im Gegensatz zu anderen Leuten“)
… weil Mathematikern FORmeln gefallen
(Dativ < Nominativ: neutral)
```

```
… weil Formeln MatheMAtiker interessieren
(Nominativ < Akkusativ: kontrastiv)
… weil Mathematiker FORmeln interessieren
(Akkusativ < Nominativ: neutral  (= Grundwortstellung))
```

In ähnlicher Weise kann beobachtet werden, dass in deutschen Passivsätzen das  Passivsubjekt die tiefere hierarchische Position des direkten Objekts beibehalten kann, dem es sinngemäß entspricht:
```
… dass  man     Kindern   MÄRchen erzählt
… dass          Kindern   MÄRchen erzählt werden.    (neutral: Grundwortstellung)
… dass Märchen  KINdern           erzählt werden.    („Kinder“ nur kontrastiv deutbar)
```

In allen Beispielen handelt es sich bei den hierarchisch tiefer stehenden Nominativen immer noch in dem Sinn um Subjekte, dass sie  die Kongruenz mit dem Verb kontrollieren (vgl. oben: „erzählt“ kongruiert mit dem Singular-Subjekt „man“, das Prädikat „erzählt werden“ kongruiert mit dem Plural-Subjekt „Märchen“).